# Grand (Skara)
För andra betydelser, se Grand.
Grand är en biograf som ligger i centrala Skara på Tullportagatan 21 och är i dagsläget den enda biografen i Skara (augusti 2010) och har ca 19.000 biobesök varje år. Salongen som rymmer 163 personer varav två fåtöljer kan tas bort för att då utgöra en handikapplats. Salongen är byggd med kälkbacksgardiner och utrustad med Dolby SRD.
Den nuvarande byggnaden uppfördes 1956 efter ritningar av Drott Gyllenberg, dåvarande stadsarkitekt. Den nya Grandbiografen invigdes den 7 mars 1959 med filmen Indiskret med Ingrid Bergman och Cary Grant.
Biografen låg dessförinnan på Tvärgatan 5 i kvarteret Sparbanken och hade tidigare namnet Central-Bio.
Biografen Grand tillhör biografkedjan Svenska Bio som har 31 biografer runt om i Sverige.